# Can Milans Perejordi
Can Milans Perejordi és un edifici del municipi de Caldes d'Estrac (Maresme) inclòs en l'Inventari del Patrimoni Arquitectònic de Catalunya. Masia d'origen medieval reformada, la masia original va ésser enderrocada, a partir de l'any 1978, quedant només el mur de la planta baixa. Actualment és la seu de la Biblioteca municipal.

## Descripció
Masia que tenia baixos, pis i golfes amb la mateixa superfície a totes les plantes. Teulada a dues aigües, que cobreix els tres cossos. Interessant el portal d'entrada, rodó, la finestra gòtica del pis i el matacà de les golfes. Les dues finestres laterals del pis i de les golfes són de la mateixa època, del segle xv.
Presenta elements de valor històric donada l'antiguitat de l'edifici original: la porta principal amb dovella de pedra, el parament de la planta baixa i, a més, són vàries (en concret set) les finestres que podem veure, de diversa mida, estil i a diferents alçades, tot i que destaca una d'elles, de pedra, d'estil renaixentista, i amb la inscripció "Milans 1627".